# Teilgebiete der Mathematik
Dieser Artikel dient dazu, einen Überblick über die Teilgebiete der Mathematik zu geben.
Charakteristisch für die Mathematik ist der enge Zusammenhang zwischen ihren Teilgebieten, der sich in vielen, häufig auch überraschenden, Querverbindungen zeigt und durch den jeder Systematik Grenzen gesetzt werden.
Bibliotheken und Zeitschriften benutzen verschiedene Klassifikationen mathematischer Themen; am weitesten verbreitet ist die Mathematics Subject Classification.

## Die Kerngebiete der Mathematik im Überblick
Das Folgende orientiert sich in groben Zügen an Bourbakis Éléments de Mathématique.

### Logik und Mengenlehre
Die Mathematik hat immer der Logik bedurft, doch dauerte es sehr lange, bis sie sich selbst mit ihren Grundlagen befasste.
Es war die Mengenlehre, die dies änderte. Diese hatte sich aus der Beschäftigung mit der Topologie entwickelt, genauer mit den Paradoxien des Unendlichen (Bernard Bolzano), wie man sie im Umgang mit den reellen Zahlen erlebte. Als man mit der Mengenlehre die unendlichen Mengen gemeistert hatte, war dies zugleich die Geburtsstunde einer neuen Mathematik, die sich von der Herrschaft der Zahlen und geometrischen Gebilde emanzipiert hatte. Aus dem „Paradies der Mengenlehre“ (David Hilbert) wollte man sich nicht mehr vertreiben lassen.
Als sich die sogenannte naive Mengenlehre als unhaltbar erwies, gewann plötzlich das Gebiet der mathematischen Logik jenes Interesse, das ihm zwischen Leibniz und Frege versagt geblieben war, und blühte rasch auf. Dabei dient die Formalisierung der Logik dem Ziel, die einzelnen Beweisschritte zu isolieren und Beweise vollständig als Folgen elementarer Operationen darstellen zu können, um diese dann mit mathematischen (zum Beispiel arithmetischen) Mitteln (Gödel) zu untersuchen. Bei der Untersuchung axiomatischer Theorien interessiert man sich für deren widerspruchsfreien Aufbau und ihr Verhältnis zueinander.
Inzwischen haben sich vielfältige Teilgebiete und Anwendungen in und außerhalb der Mathematik herausgebildet, unter anderem gehören dazu in der Informatik auch Beweissysteme.
Die Mengenlehre findet heute Ergänzung als Lingua franca der Mathematik in der Kategorientheorie, die sich in den 1940er-Jahren aus der algebraischen Topologie entwickelte.

### Algebra
In der modernen Algebra, wie sie seit den 1920er-Jahren gelehrt wird, entwickelt man ausgehend von einer Menge mit nur einer inneren Operation (Magma genannt) nacheinander die algebraischen Grundstrukturen der Monoide, Gruppen, Ringe und Körper, die allgegenwärtig sind, unter anderem, weil die verschiedenen Zahlmengen solche Strukturen aufweisen. Eng damit verbunden sind Polynome und Moduln/Ideale.
Die Lineare Algebra hat Moduln als Gegenstand. Im einfachsten Fall sind dies Vektorräume, d. h. Moduln über Körpern, meistens {\displaystyle \mathbb {R} } oder {\displaystyle \mathbb {C} }. Dies sind die Räume der klassischen Geometrie und Analysis. Aber es gibt auch wesentlich kompliziertere Situationen. Die multilineare Algebra dehnt die Untersuchung auf das Tensorprodukt und verwandte Erscheinungen aus. Ein enger Zusammenhang besteht zur Ringtheorie und Homologischen Algebra; eine klassische Fragestellung ist die Invariantentheorie.
Die Galoistheorie ist einer der Höhepunkte der Mathematik im 19. Jahrhundert und Anfang der Körpertheorie. Ausgehend von der Frage nach der Lösbarkeit von algebraischen Gleichungen untersucht sie Körpererweiterungen (und erfindet dabei die Gruppentheorie).
Weitere Gebiete: Darstellungstheorie, Gruppentheorie, Kommutative Algebra, Verbandstheorie, Universelle Algebra

### Analysis
Die Analysis untersucht differenzierbare Abbildungen zwischen topologischen Räumen, von den Zahlkörpern {\displaystyle \mathbb {R} } und {\displaystyle \mathbb {C} } bis zu Mannigfaltigkeiten und Hilbert-Räumen (und darüber hinaus). Sie war schon die Mathematik der Naturwissenschaften des 17. und 18. Jahrhunderts und ist es immer noch.
Im Mittelpunkt der Analysis steht die Infinitesimalrechnung: Die Differentialrechnung beschreibt mit Hilfe der Ableitung eine Funktion im Kleinen; Integralrechnung und die Theorie der Differentialgleichungen ermöglichen es umgekehrt, aus der Ableitung auf die Funktion zu schließen.
Die algebraisch definierten rationalen Funktionen werden um die Exponentialfunktion und ihre Verwandten und viele andere, durch Differentialgleichungen und Potenzreihen gegebene spezielle Funktionen ergänzt.
Betrachtet man Funktionen, die den komplexen Zahlkörper in sich abbilden, so drängt sich die Forderung nach komplexer Differenzierbarkeit auf, die weitreichende Folgen hat. Solche Funktionen sind immer analytisch, d. h. in kleinen Bereichen durch Potenzreihen darstellbar. Ihre Untersuchung heißt Funktionentheorie, sie gehört zu den großen Leistungen des 19. Jahrhunderts.
Wie man die Erdoberfläche stückweise, oder wie man sagt, lokal durch ebene Karten darstellen kann, definiert man Mannigfaltigkeiten als Hausdorff-Räume zusammen mit einem Atlas aus kompatiblen Karten, die eine Umgebung eines jeden Punktes in einen gewissen Modellraum abbilden. Mit einigen zusätzlichen Annahmen hinsichtlich der Karten kann man Analysis auf Mannigfaltigkeiten betreiben. Heute liegt der Cartansche Differentialformenkalkül der Übertragung analytischer Begriffe auf Mannigfaltigkeiten zugrunde; dabei kommt es darauf an, die neuen Begriffe intrinsisch, das heißt unabhängig davon zu definieren, welche konkrete Karten man zu ihrer Realisierung benutzt. Für einen Großteil der Begriffe kann man das, wenngleich es nicht immer einfach ist und zu einer Reihe neuer Begriffsbildungen führt. Als ein Beispiel sei der Satz von Stokes genannt, der den Fundamentalsatz der Analysis verallgemeinert. Eine wichtige Rolle spielt diese Theorie in anderem Gewande, als Vektoranalysis und Ricci-Kalkül in der Physik. Differenzierbare Mannigfaltigkeiten sind auch Gegenstand der Topologie (vgl. De-Rham-Kohomologie und Differentialtopologie); mit zusätzlichen Strukturen sind unter anderem riemannsche Mannigfaltigkeiten Thema der Differentialgeometrie.
Aus der uralten Frage nach Maß und Gewicht erwuchs erst Anfang des 20. Jahrhunderts unter Aufnahme topologischer Begriffe die Maßtheorie, die dem gegenwärtigen, sehr leistungsfähigen Integralbegriff und seinen Anwendungen zugrunde liegt, aber auch der Wahrscheinlichkeitsrechnung.
Ungefähr zur selben Zeit entwickelte sich aus dem Studium von Integral- und Differentialgleichungen die Funktionalanalysis als das Studium von Funktionenräumen und von deren Abbildungen (Operatoren). Die ersten Beispiele solcher Räume waren die Hilbert- und Banachräume. Sie erwiesen sich als der Untersuchung mit algebraischen wie topologischen Instrumenten zugänglich, und eine umfangreiche Theorie nahm hier ihren Ursprung.
Weitere Gebiete: gewöhnliche Differentialgleichungen, partielle Differentialgleichungen, komplexe Analysis, Operatoralgebren, globale Analysis

### Topologie
Die Topologie ist ein großes und grundlegendes Gebiet mit vielen Anwendungen. Anstöße kamen aus der Analysis (reelle Zahlen), der frühen algebraischen Topologie und der Funktionentheorie (riemannsche Flächen).
Zunächst werden die Kategorie der topologischen Räume und Verfahren zu ihrer Konstruktion eingeführt. Die eng verbundenen Grundbegriffe sind Zusammenhang, Stetigkeit und Grenzwert. Weitere wichtige Themen sind Trennungseigenschaften und Kompaktheit. Uniforme Räume haben eine Topologie, die (in Verallgemeinerung metrischer Räume) über eine Art von Abstand definiert ist. Hier kann man Cauchy-Filter definieren und damit den Begriff der Vollständigkeit und die Methode der Vervollständigung eines topologischen Raumes.
Topologische Gruppen, Ringe und Körper sind die entsprechenden algebraischen Objekte (s. oben), die zusätzlich mit einer Topologie versehen sind, bezüglich derer die Verknüpfungen (d. h. bei Ringen und Körpern Addition und Multiplikation) stetig sind. Ein historisch und praktisch wichtiges Beispiel sind die reellen Zahlen: sie werden durch Vervollständigung der rationalen Zahlen {\displaystyle \mathbb {Q} } bezüglich der Topologie, die vom Standardbetrag herkommt, konstruiert. Man kann jedoch auch für eine fest gewählte Primzahl p den sogenannten p-adischen Betrag einführen, dann ergibt sich als Vervollständigung der Körper der p-adischen Zahlen. Für diesen interessiert sich beispielsweise die Zahlentheorie.
Metrische Räume sind uniforme Räume, deren Topologie von einer Metrik abgeleitet ist, und damit besonders übersichtlich und auch anschaulich. Daneben kennt man viele andere Klassen von Räumen.
Für Anwendungen in Analysis und Funktionalanalysis sind topologische Vektorräume grundlegend. Besonders interessant sind lokalkonvexe Räume (und ihre Dualräume), für die es eine schöne Theorie mit wichtigen Resultaten gibt.
Weitere Gebiete: Algebraische Topologie

## Weitere Gebiete im alphabetischen Überblick

### Algebraische Geometrie
Ein aus dem Studium der Kegelschnitte entstandenes und noch sehr aktives Gebiet mit engsten Beziehungen zur kommutativen Algebra und Zahlentheorie ist die algebraische Geometrie. Gegenstand der älteren Theorie sind bis etwa 1950 algebraische Varietäten, d. h. Lösungsmengen algebraischer Gleichungssysteme im affinen oder projektiven (komplexen) Raum, inzwischen fand eine starke Verallgemeinerung der Fragestellungen und Methoden statt.

### Algebraische Topologie und Differentialtopologie
Die algebraische Topologie entstand aus dem Problem der Klassifikation topologischer Räume. Die zugrundeliegenden Fragestellungen waren dabei häufig ganz konkret: Freizeitgestaltung (Königsberger Brückenproblem, Leonhard Euler), elektrische Netzwerke, das Verhalten von analytischen Funktionen und Differentialgleichungen im Großen (Riemann, Poincaré). Wichtig wurde der Vorschlag Emmy Noethers, an Stelle von numerischen Invarianten (Dimension, Betti-Zahlen) die zugrundeliegenden algebraischen Objekte zu studieren. Das inzwischen sehr umfangreiche Gebiet kann man zugespitzt als die Untersuchung von Funktoren von topologischen in algebraische Kategorien beschreiben.
Die Differentialtopologie ist die Topologie der (differenzierbaren) Mannigfaltigkeiten. Nun sieht eine Mannigfaltigkeit lokal überall wie der Modellraum aus; um sie überhaupt untersuchen zu können, führt man zusätzliche Strukturen ein, die aber nur instrumentelles Interesse haben.

### Darstellungstheorie
Die Darstellungstheorie untersucht algebraische Objekte wie Gruppen, Algebren oder Lie-Algebren, indem sie deren Elemente als lineare Abbildungen auf Vektorräumen darstellt. Hat man zu einem Objekt hinreichend viele solcher Darstellungen, so kann es vollständig durch diese beschrieben werden. Ferner spiegelt die Struktur der Menge der Darstellungen Eigenschaften der Objekte selbst wider.

### Differentialgeometrie
Die Differentialgeometrie untersucht geometrische Objekte wie Kurven oder Flächen mit den Methoden der Differentialrechnung.
Die grundlegenden Arbeiten gehen auf Carl Friedrich Gauß zurück. Das Teilgebiet der Riemannschen Geometrie wird für die Formulierung der allgemeinen Relativitätstheorie benötigt.

### Diskrete Mathematik
In der Diskreten Mathematik werden endliche oder abzählbar unendliche Strukturen untersucht. Das berührt viele mathematische Gebiete, darunter Kombinatorik, Zahlentheorie, Kodierungstheorie, Mengenlehre, Statistik, Graphentheorie, Spieltheorie, Kryptographie.

### Experimentelle Mathematik
Die Experimentelle Mathematik ist eine Disziplin zwischen klassischer Mathematik und Numerischer Mathematik.

### Funktionalanalysis
Die Funktionalanalysis beschäftigt sich mit dem Studium topologischer Vektorräume, beispielsweise Banach- und Hilbert-Räumen, sowie Eigenschaften von Funktionalen und Operatoren auf diesen Vektorräumen. Die Funktionalanalysis hat unter anderem mit den Operatoren einen wichtigen Beitrag bei der mathematischen Formulierung der Quantenmechanik geleistet.

### Geomathematik
Unter dem Begriff Geomathematik fasst man heute diejenigen mathematischen Methoden zusammen, die bei der Bestimmung geophysikalischer oder geotechnischer Größen verwendet werden. Da meistens von Satelliten gemessene Daten ausgewertet werden, müssen hier besonders Methoden entwickelt werden, die zur Lösung inverser Probleme geeignet sind.

### Geometrie
Historisch war die euklidische Geometrie das erste Beispiel einer axiomatischen Theorie, wenn auch erst Hilbert um die Jahrhundertwende zum 20. Jahrhundert diese Axiomatisierung abschließen konnte. Nachdem Descartes das Programm aufgestellt hatte, geometrische Probleme zu algebraisieren, fanden sie neues Interesse und entwickelten sich zur algebraischen Geometrie. Im 19. Jahrhundert wurden nichteuklidische Geometrien und die Differentialgeometrie entwickelt. Ein Großteil der klassischen Geometrie wird heute in der Algebra oder Topologie erforscht. Die synthetische Geometrie untersucht weiterhin die klassischen geometrischen Axiome mit modernen Methoden.

### Gruppentheorie
Die Gruppentheorie, als mathematische Disziplin im 19. Jahrhundert entstanden, ist ein Wegbereiter der modernen Mathematik, da sie eine Entkoppelung der Repräsentation (zum Beispiel die reellen Zahlen) von der inneren Struktur darstellt (Gesetze für Gruppen).

### Kommutative Algebra
Kommutative Algebra ist die Algebra der kommutativen Ringe und der Moduln über ihnen. Sie ist das lokale Gegenstück zur algebraischen Geometrie, ähnlich dem Verhältnis zwischen Analysis und Differentialgeometrie.

### Komplexe Analysis
Während die Untersuchung von reellen Funktionen mehrerer Veränderlicher kein großes Problem darstellt, ist es im komplexen Fall ganz anders. Dementsprechend entwickelte sich die Funktionentheorie mehrerer Veränderlicher oder komplexe Analysis, wie man heute sagt, nur sehr langsam. Erst seit den 1940er-Jahren hat sich dieses Gebiet entfaltet, vor allem durch Beiträge der Schulen von Henri Cartan und Heinrich Behnke in Paris und Münster.

### Lie-Gruppen
Lie-Gruppen beschreiben die typischen Symmetrien in der Geometrie und der Physik. Im Gegensatz zu „nackten“ Gruppen tragen sie eine topologische Struktur (genauer: sie sind Mannigfaltigkeiten) und ermöglichen es, kontinuierliche Transformationen zu beschreiben, zum Beispiel bilden die Rotationen oder die Translationen eine solche Gruppe.

### Numerische Mathematik
Die numerische Mathematik konstruiert und analysiert Algorithmen zur Lösung von kontinuierlichen Problemen der Mathematik. Waren die Algorithmen ursprünglich zur Rechnung per Hand gedacht, so wird heutzutage der Computer eingesetzt. Wichtige Hilfsmittel sind dabei Approximationstheorie, Lineare Algebra und Funktionalanalysis. Es spielen vor allem Fragen der Effizienz und Genauigkeit eine Rolle, ferner müssen die auftretenden Fehler bei der Rechnung berücksichtigt werden.

### Philosophie der Mathematik
Die Philosophie der Mathematik wiederum hinterfragt die Methoden der Mathematik.

### Stochastik
Anfänge sind schon in der Antike vorhanden. Dieses Gebiet hat sich zunächst und lange Zeit aus der Versicherungsmathematik, v. a. auch aus dem Spezialfall der Theorie des Glücksspiels gespeist. Man unterscheidet:
- Wahrscheinlichkeitstheorie (Wahrscheinlichkeitsrechnung) als Theorie stochastischer Experimente. Ziel ist es, zu einem gegebenen Experiment die Verteilung der Zufallsvariablen zu bestimmen und Voraussagen (Prognosen) über zukünftige Ereignisse zu erstellen. Die moderne Wahrscheinlichkeitstheorie ist seit den Arbeiten Andrei Kolmogorows eine wichtige Anwendung der Maßtheorie.
- darauf aufbauend die mathematische Statistik, die, bei unvollkommener Kenntnis des Experimentes, aus gewissen Ergebnissen (einer Stichprobe) auf die zugrundeliegende Verteilung schließen will. Zwei Fragen stehen im Mittelpunkt:
  - Bestimmung von Parametern (Schätztheorie)
  - Klassifikation von Fällen (Entscheidungstheorie)

Dabei werden diese Aufgaben als Optimierungsprobleme gestellt, was für die Statistik charakteristisch ist.
Weitere Gebiete: Ergodentheorie, statistische Mechanik, Informationstheorie, Operations Research

### Zahlentheorie
Ein altes, schon in der Antike blühendes Fach, dessen Ausgangspunkt die überraschenden Eigenschaften der natürlichen Zahlen bilden (auch Arithmetik genannt). Gefragt wird zunächst nach Teilbarkeit und Primalität. Auch viele mathematische Spiele gehören hierher. Viele Sätze der Zahlentheorie sind einfach zu formulieren, aber schwer zu beweisen.
In der Neuzeit findet die Zahlentheorie zuerst bei Fermat erneutes und zugleich zukunftsweisendes Interesse. Gauß’ Disquisitiones Arithmeticae bilden 1801 einen Höhepunkt und regen eine intensive Forschung an. Heute haben sich, entsprechend den benutzten Mitteln, zur elementaren die analytische, algebraische, geometrische und algorithmische Zahlentheorie gesellt. Lange galt die Zahlentheorie als (praktisch) absolut nutzlos, bis sie mit der Entwicklung der asymmetrischen Kryptographie plötzlich in den Mittelpunkt des Interesses rückte.